# Pierre Lorrain (journaliste)
Pour l'homme politique, voir Pierre Lorrain (homme politique).
Pour les articles homonymes, voir Lorrain (homonymie).
Pierre Lorrain, né le 28 octobre 1953, est un journaliste et écrivain français, spécialiste de l'Ukraine, de la Russie, de l’URSS et du monde post-soviétique.

## Biographie
Pierre Lorrain est l’auteur, co-auteur, traducteur, co-traducteur et préfacier d’une centaine d’ouvrages. Il a notamment écrit une histoire de l'Ukraine en langue française : L'Ukraine, une histoire entre deux destins (2019). L’ouvrage a fait l’objet d’une 2e édition revue et augmentée, en 2021.
Il est l’auteur d’une biographie de Vladimir Poutine dans laquelle il analyse sa formation et sa carrière dans le contexte de l’histoire de l'Union soviétique depuis la mort de Staline jusqu’à la fin de l’ère Eltsine. Malgré le titre La mystérieuse ascension de Vladimir Poutine (choisi par l'éditeur), l'auteur montre qu’il n’y a aucun mystère dans l’ascension de l'intéressé jusqu’au sommet du pouvoir. Après s’être penché sur la fin du tsar Nicolas II et de la famille impériale de Russie à partir des archives ouvertes après l’effondrement de l’URSS en 1991, il a écrit une histoire de Moscou, Moscou et la naissance d’une nation qui suggère « en pointillé l’Histoire de la terre russe ».
Il mène parallèlement une activité de traducteur depuis le russe et l'anglais de livres d'hommes politiques ou d'autres auteurs. Il a en particulier traduit ou co-traduit des ouvrages du président Mikhaïl Gorbatchev, de l’écrivaine biélorusse Svetlana Alexievitch, prix Nobel de littérature, de l’historien Robert Conquest, du général Alexandre Lebed, du politologue Andreï Gratchev, des dissidents soviétiques Alexandre Zinoviev et Vladimir Boukovski, des journalistes Anna Politkovskaïa et Andreï Babitski, des écrivains Viktor Pelevine et Alexandra Marinina. Il a aussi publié plusieurs romans (notamment de science-fiction) sous différents pseudonymes. Les Territoires sans Loi, qui relate des expériences de télépathie dans une URSS en état de décomposition, est le seul roman qu’il ait signé de son nom.
Il a été chercheur à l'Institut d'histoire sociale et membre du comité de rédaction de la revue Histoire et Liberté. Il a également enseigné à l'Institut pratique de journalisme (IPJ), à Paris, et a travaillé régulièrement pour l'hebdomadaire Valeurs actuelles et le mensuel Le Spectacle du monde, mais aussi pour différentes revues ou sites internet (entre autres Est & Ouest, Geopolitis.net, Le Figaro – Histoire, Paris Match, Politique étrangère, Politique internationale, Proche-orient.info, Historia).
Il est conférencier et invité régulier de différentes chaînes de télévision, comme BFM TV, TV5 Monde, CNews , LCI, ou de radio (RFI, Europe 1, Radio Classique, BFM, etc.)
Il participe également à des débats sur des médias alternatifs comme Anti|thèse, en Suisse, et Dialogue franco-russe en France.

## Œuvres
- 1982 : L’Évangile selon Saint-Marx, Paris, Belfond
- 1992 : Les Territoires sans Loi, Paris, Laffont
- 1993 : Le Monstre de Rostov : Enquête criminelle dans l’URSS du déclin, Paris, Fleuve noir [13]
- 1994 : L’Argent de Moscou (avec Victor Loupan (ru)), Paris, Plon
- 1994 : L’Assassinat de Nicolas II, Paris, Fleuve noir
- 1996 : La Fin tragique des Romanov, Paris, Bartillat [14]
- 2000 : La Mystérieuse Ascension de Vladimir Poutine, Monaco, Le Rocher [15]
- 2002 : L'Incroyable Alliance : la Russie, de la guerre froide aux portes de l'Otan, Monaco, Le Rocher [16]
- 2010 : Moscou et la naissance d'une nation, Paris, Bartillat
- 2019 : L'Ukraine, une histoire entre deux destins, Paris, Bartillat